# 胡恩 (传媒人物)
胡恩（1955年—），男，重庆人，中国传媒人物，中国中央电视台原副台长，中国电视艺术家协会原副主席、顾问。